# Wielkie Zimbabwe
Wielkie Zimbabwe (ang. Great Zimbabwe) zwane też Domem z kamieni (ang. House of stones) – największa budowla okresu przedeuropejskiego w Afryce na południe od równika, leżąca 25 km od prowincjonalnego centrum administracyjnego Masvingo i 250 km na południe od Harare, stolicy Zimbabwe. Kompleks ruin zajmuje powierzchnię ponad 750 ha. Znajduje się na liście światowego dziedzictwa UNESCO. 

## Pochodzenie
Wbrew powszechnym poglądom Wielkie Zimbabwe dla Europejczyków odkrył w roku 1868 nie Karl Mauch, a Adam Render (właśc. Adam Stanley Renders) – myśliwy i poszukiwacz przygód. Kiedy Renders spotkał Maucha, zaproponował wspólną wyprawę do kompleksu, którą zrealizowano w roku 1871. Warto jednak pamiętać, że dawne ruiny były znane Portugalczykom już od XVI wieku (i już wtedy od dawna były opuszczone). Mauch widząc mury był przekonany, że jest to stolica biblijnego Ofiru, skąd król Salomon sprowadzał złoto i kość słoniową, lub też tajemniczego Puntu, dokąd wyprawiali się starożytni Egipcjanie (najbardziej znane wyprawy odbyły się za panowania faraona Mentuhotepa III ok. roku 1990 p.n.e. w początkach Średniego Państwa oraz około 9. roku panowania Hatszepsut w okresie szczytowego rozkwitu Nowego Państwa).

## Obecny stan wiedzy
Według współczesnego stanu badań archeologicznych Wielkie Zimbabwe to ogromny kompleks ruin, prawdopodobnie z XI-XV w., o rozmiarach niemających sobie równych na południe od Etiopii. Cały ogromny kompleks składa się ze „Świątyni”, „Akropolu”, „Kompleksu w Dolinie” i rozpoznawalnych resztek wielu innych budowli. Wszystkie wzniesiono z granitowych kostek (lub cegieł) bez użycia jakiejkolwiek zaprawy. 
Obiektem głównym jest Świątynia – budowla owalnego kształtu o średnicy ok. 80 m, składająca się z wysokiego na 10 m i miejscami szerokiego na 5 m muru, wewnątrz którego wznosi się tajemnicza stożkowata wieża 12-metrowej wysokości i kilka innych obiektów, również kamiennych, nieznanego przeznaczenia. 
Drugim obiektem jest Akropol, czyli pobliska forteca górująca nad resztą budowli w paśmie dominujących nad doliną skał, przy czym naturalne własności obronne formacji skalnej uzupełniono murami z kamienia. 
Wielkie Zimbabwe uzupełnia Kompleks w Dolinie – znaczna liczba okrągłych lub owalnych budowli nieznanego przeznaczenia, rozrzuconych na obszarze ponad 500 km².
W ruinach znaleziono kilkanaście steatytowych figurek ptaków o sokolich dziobach, ale z niby-ludzkimi dłońmi zamiast nóg. Nie jest znany kult, jakiemu miały służyć, ani okres, w którym mogły powstać, podobnie jak wiek powstania samych murów.
Obecnie większość archeologów zgadza się, że budowle Wielkiego Zimbabwe wznieśli przodkowie dzisiejszych plemion Szona między 1200 a 1450, założycieli wczesnoafrykańskiego, średniowiecznego imperium Monomotapa, które swój okres świetności przeżywało w X-XIII wieku, a upadek w XV wieku, gdy w Afryce pojawili się przybysze z Europy – Portugalczycy.

## Znaki zapytania
Najważniejsze pytania, jakie zadają sobie naukowcy próbujący rozwiązać zagadkę Wielkiego Zimbabwe:
1. Wszystkie znaleziska w Wielkim Zimbabwe, które poddały się próbom datowania, wskazują na XI-XV wiek naszej ery, ale nie sposób znanymi nam metodami ocenić wieku wzniesienia samej budowli. Przede wszystkim nie wiadomo, skąd pochodził budulec i jakiej techniki użyto do cięcia niemal równych wielkością i kształtem kostek z kamienia.
2. Drugą wątpliwość nasuwa znalezione w grobowcu egipskiej księżniczki VI dynastii czernidło do rzęs sporządzone przy użyciu antymonu. W starożytności złóż tego pierwiastka w Algierii i Maroku nie znano, ale istniały od dawien dawna w Afryce Południowej w dorzeczu Zambezi, na obszarze dzisiejszego Zimbabwe, co podważałoby hipotezy o erytrejskiej lub somalijskiej lokalizacji Puntu. Antymon musiał być sprowadzany z południa Afryki.
3. Wreszcie wątpliwość trzecia (choć być może wcale nie ostatnia): zamieszkujący okolice Wielkiego Zimbabwe krajowcy z plemion Szona noszą na głowach chustki zawiązane takim samym sposobem, w jaki starożytni Egipcjanie wiązali swoje nemesy.